# Streblus ilicifolius
Streblus ilicifolius là một loài thực vật có hoa trong họ Moraceae. Loài này được (Vidal) Corner miêu tả khoa học đầu tiên năm 1962.